# أنطون باث بلانكو
أنطون باث بلانكو (بالإسبانية: Antón Paz Blanco، ولد في 8 أغسطس 1976، مدريد، إسبانيا) لاعب إسباني، يتنافس في سباق القوارب الشراعية، يشارك في فئة Tornado برفقة مواطنه الإسباني فيرناندو إتشافاري.
حصل على الميدالية الذهبية في دورة الألعاب الأولمبية الصيفية 2008 في بكين، كما حاز على ميداليتين ذهبيتين في بطولات العالم للشراع في فئة Tornado، وعلى الميدالية الذهبية في بطولة أوروبا للشراع في فئة Tornado.

## إنجازاته

### الألعاب الأولمبية الصيفية
- 2008 بكين  الصين:  ميدالية ذهبية للشراع في فئة Tornado.

### بطولة العالم للقوارب الشراعية فئة Tornado
- 2005 لا روشيل  فرنسا:  ميدالية ذهبية للشراع في فئة Tornado.
- 2007 كاسكايس  البرتغال:  ميدالية ذهبية للشراع في فئة Tornado.

### بطولة أوروبا للقوارب الشراعية فئة Tornado
- 2005 فاستيرفيك  السويد:  ميدالية ذهبية للشراع في فئة Tornado.

## روابط خارجية
- أنطون باث بلانكو على موقع الاتحاد الدولي للملاحة الشراعية (موقع جديد) (الإنجليزية)
- أنطون باث بلانكو على موقع الاتحاد الدولي للملاحة الشراعية (موقع قديم) (الإنجليزية)
- أنطون باث بلانكو على موقع اللجنة الأولمبية الدولية (الإنجليزية)
- أنطون باث بلانكو على موقع أوليمبيديا (الإنجليزية)
- أنطون باث بلانكو على موقع اللجنة الأولمبية الإسبانية (الإسبانية)